# Детлеф Поллак

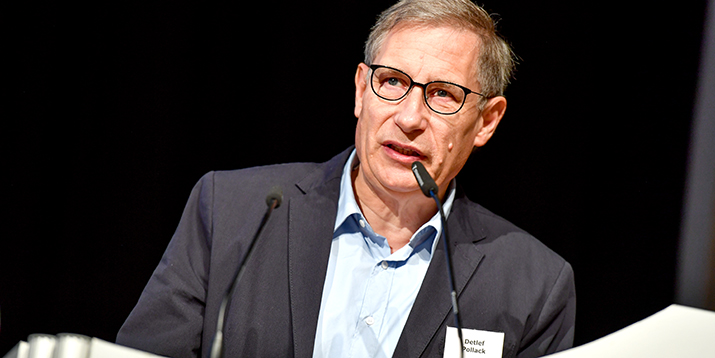

Детлеф Поллак (нім. Detlef Pollack, народився 23 жовтня 1955, Ваймар, НДР) — німецький соціолог. Понад усе займається дослідженням взаємозв'язку між релігією та модерном, історією Німецької Демократичної Республіки та політичної культури.

## Життєпис
Детлеф Поллак вивчав теологію в Ляйпцігу. У 1984 році в Ляйпцизькому університеті здобув докторський ступінь із роботою про теорію релігії Нікласа Лумана та її системнотеоретичні засновки. Після того, як він запросив Лумана провести лекцію в Ляйпцизі, той особисто допоміг йому отримати запрошення в Білефельдський університет, у якому на той час працював Луман, та почати там навчання завдяки стипендії DAAD.
Після 1989—1990 отримав стипендію в Цюриху та Принстоні. У 1994 році здобув ступінь габілітованого доктора, захистивши в Білефельдському університеті роботу «Церква в організаційному суспільстві: Зміна суспільного становища євангелістської церкви та альтернативних політичних груп у НДР» (нім. «Kirche in der Organisationsgesellschaft: Zum Wandel der gesellschaftlichen Lage der evangelischen Kirchen und der politisch alternativen Gruppen in der DDR»). Після цього був професором у Ляйпизі (професор соціології релігії, 1994), Франкфурті-на-Одері (професор порівняльної соціології культури, 1995—2008) та Нью-Йорку (кафедра Макса Вебера, 2003—2005).
Із 2002 по 2008 Поллак був виконавчим директором Інституту дослідження трансформацій при Європейському університеті Віадріна у Франкфурті-на-Одері.
Із 2008 очолює кафедру соціології релігії в дослідницькому центрі "Кластер досконалості «Релігія та політика» Вестфальського університету імені Вільгельма у Мюнстері. У 2015—2022 роках займав посаду представника центру.

## Особисте життя
Поллак одружений з німецькою історикинею модерної історії Гедвіг Ріхтер. Проживає в Берліні.

## Нагороди та відзнаки
- У 2018 році книга «Релігія в епоху модерну: міжнародне порівняння» Детлефа Поллака та Гергелі Роста була відзначена Премією Карла Поланьї Угорської соціологічної асоціації.

## Публікації
- Religion and Modernity: An International Comparison. Oxford: Oxford University Press, 2017 (mit Gergely Rosta).
- Varieties of Secularization Theories and Their Indispensable Core, The Germanic Review: Literature, Culture, Theory, 90:1 (2015), 60–79.
- Umstrittene Säkularisierung, Soziologische und historische Analysen zur Differenzierung von Religion und Politik. Berlin: Berlin University Press, 2012. (Hrsg. mit Karl Gabriel, Christel Gärtner.)
- Moderne und Religion: Kontroversen um Modernität und Säkularisierung. Bielefeld 2012. (Hrsg. mit Ulrich Willems, Helene Basu, Thomas Gutmann, Ulrike Spohn.)
- Rückkehr des Religiösen? Studien zum religiösen Wandel in Deutschland und in Europa II. Tübingen: Mohr, 2009, ISBN 978-3-161-50015-2.
- The Role of Religion in Modern Societies. New York; London: Routledge, 2008 (hrsg. mit Daniel V. Olson), ISBN 978-0-415-39704-9.
- Osteuropas Bevölkerung auf dem Weg in die Demokratie: Repräsentative Untersuchungen in Ostdeutschland und zehn osteuropäischen Transformationsstaaten. Wiesbaden: VS Verlag für Sozialwissenschaften, 2006 (hrsg. mit Gert Pickel, Olaf Müller, Jorg Jacobs), ISBN 978-3-810-03615-5.
- Dissent and Opposition in Communist Europe. Aldershot: Ashgate, 2004. (Hrsg. mit Jan Wielgohs) ISBN 978-0-754-63790-5.
- Democratic Values in Central and Eastern Europe. Frankfurt (Oder): Institute for Transformation Studies, 2004. (Hrsg. mit Jorg Jacobs, Olaf Müller und Gert Pickel)
- Säkularisierung — ein moderner Mythos? Studien zum religiösen Wandel in Deutschland. Tubingen: Mohr, 2003, ISBN 978-3-161-48214-4.
- Politischer Protest: Politisch alternative Gruppen in der DDR. Opladen: Leske und Budrich, 2000, ISBN 978-3-810-02478-7.
- Religiöser und kirchlicher Wandel in Ostdeutschland 1989—1999. Opladen: Leske + Budrich, 2000. (Hrsg. mit Gert Pickel)
- Selbstbewahrung oder Selbstverlust: Bischöfe und Repräsentanten der evangelischen Kirchen in der DDR über ihr Leben; 17 Interviews. Berlin: Links, 1999. (Hrsg. mit 6. Hagen Findeis)
- Gegen den Strom: Kircheneintritte in Ostdeutschland nach der Wende. Opladen: Leske + Budrich, 1998. (Zusammen mit Klaus Hartmann)
- Kirche in der Organisationsgesellschaft: zum Wandel der gesellschaftlichen Lage der evangelischen Kirchen in der DDR. Stuttgart: Kohlhammer, 1994.
- Religiöse Chiffrierung und soziologische Aufklärung: die Religionstheorie Niklas Luhmanns im Rahmen ihrer systemtheoretischen Voraussetzungen. Frankfurt/M., Bern, New York, Paris: Lang, 1988.
- Säkularisierungstheorie, Version: 1.0, in: Docupedia-Zeitgeschichte, veröffentlicht am 7. März 2013